# Cosmos 167
Cosmos 167 foi uma missão destinada de pouso em Vénus. A sonda era semelhante em termos de design para a espaçonave Venera 4, lançada cinco dias antes, em 12 de junho de 1967. A nave espacial ficou encalhada na órbita da Terra. Ela re-entrou na atmosfera da Terra oito dias após o lançamento.